# Persicaria vivipara
Persicaria vivipara là một loài thực vật có hoa trong họ Rau răm. Loài này được (L.) Ronse Decr. miêu tả khoa học đầu tiên năm 1988. Persicaria vivipara phân bố phổ biến ở khắp vùng Bắc Cực cao cho đến châu Âu, Bắc Mỹ, bao gồm cả. Greenland, châu Á ôn đới và nhiệt đới. Phạm vi của Persicaria vivipara trải dài hơn về phía nam ở các khu vực miền núi cao như dãy Alps, Carpathia, Pyrenees, Kavkaz, Alaska và cao nguyên Tây Tạng.